# Gisela Morales
Gisela María Morales Valentin, (n. Ciudad de Guatemala, Guatemala, Guatemala) destacada deportista guatemalteca de la especialidad de natación quien fue campeona de Centroamérica y del Caribe en Mayagüez 2010.

## Trayectoria
La trayectoria deportiva de Gisela Morales Valentin se identifica por su participación en los siguientes eventos nacionales e internacionales, desde muy pequeña (4 años) Gisela comenzó a descubrir su facinacion por el agua, aunque no es la única atleta en su familia, ella fue la que más pudo sobresalir. Gisela dice que si amas algo no haces sacrificios sino pequeños ajustes para poder seguir practicando.

### Juegos Centroamericanos y del Caribe
Fue reconocido su triunfo de ser la segundo deportista con el mayor número de medallas de la selección de  Guatemala 
en los juegos de Mayagüez 2010.

#### Juegos Centroamericanos y del Caribe de Mayagüez 2010
Su desempeño en la vigésima primera edición de los juegos, se identificó por ser la septuagésimo segundo deportista con el mayor número de medallas entre todos los participantes del evento, con un total de 3 medallas:

- , Medalla de oro: 200 m Espalda
- , Medalla de oro: 50 m Espalda
- , Medalla de plata: 100 m Espalda